# Fernando Novas
Fernando Emilio Novas (Buenos Aires, 1960) es un paleontólogo argentino, doctor en ciencias naturales por la Universidad de La Plata, que trabaja para el Departamento de Anatomía Comparada del Museo Argentino de Ciencias Naturales Bernardino Rivadavia, en Buenos Aires.
Trabajando para el CONICET, Novas descubrió varios dinosaurios, entre ellos Patagonykus puertai, Unenlagia comahuensis, Austroraptor cabazai, Megaraptor namunhaiquii y Neuquenraptor argentinus, en la región sureña argentina de la Patagonia. Además, es coautor de la descripción científica de Puertasaurus reuili y Chilesaurus diegosuarezi.
En 2023 fue distinguido por la Fundación Konex con el Diploma al Mérito en Paleontología por su trabajo en la última década.

## Obra

### Libros
- Guía de los dinosaurios de la Argentina (1ª edición). Edición del Autor. 1996. ISBN 978-950-43-7392-6.
- Los dinosaurios de la Argentina (1ª edición). Edición del Autor. 2004. ISBN 978-987-43-8210-8.
- Buenos Aires, un millón de años atrás (1ª edición). Siglo XXI Editores Argentina. 2006. ISBN 978-987-1220-63-2.
- The Age of Dinosaurs in South America (1ª edición). Indiana University Press. 2009. ISBN 978-0-253-35289-7.
- Avian Ancestors (1ª edición). Springer. 2013. ISBN 978-94-007-5636-6. (En coautoría con Federico L. Agnolín)
- Mamíferos prehistóricos de Argentina que convivieron con el hombre (1ª edición). Ojoreja - Pehuén. 2015. ISBN 978-987-3969-01-0.

### Artículos científicos
(Selección)
- Novas, F. E. (1992) «La evolución de los dinosaurios carnívoros». En: Sanz, J. L. y Buscalioni, A. D. (coords.) Los dinosaurios y su entorno biótico. Actas del Segundo Curso de Paleontología en Cuenca, Universidad Internacional Menéndez Pelayo. Instituto Juan de Valdés, Actas Académicas, 4: 125-163
- Sereno, P. C. y Novas, F. E. (1992) «The complete skull and skeleton of an early dinosaur». Science, 258(5085): 1137-1140
- Novas, F. E. (1994) «New information on the systematics and postcranial skeleton of Herrerasaurus ischigualastensis (Theropoda: Herrerasauridae) from the Ischigualasto Formation (Upper Triassic) of Argentina». Journal of Vertebrate Paleontology, 13(4):400-423
- Sereno, P. C. y Novas, F. E. (1994) «The skull and neck of the basal theropod Herrerasaurus ischigualastensis». Journal of Vertebrate Paleontology, 13(4): 451-476
- Novas, F. E. (1996) «Dinosaur monophyly». Journal of Vertebrate Paleontology, 16(4): 723-741
- Novas, F. E., Cladera, G. y Puerta, P. (1996) «New theropods from the Late Cretaceous of Patagonia». Journal of Vertebrate Paleontology, 16: 56A
- Novas, F. E. (1997) «Anatomy of Patagonykus puertai (Theropoda, Avialae, Alvarezsauridae), from the Late Cretaceous of Patagonia». Journal of Vertebrate Paleontology, 17: 137–166
- Novas, F. E. y Puerta, P. F. (1997) «New evidence concerning avian origins from the Late Cretaceous of Patagonia». Nature, 387: 390-392
- Novas, F. E. (1998) «Megaraptor namunhuaiquii, gen. et sp. nov., a large-clawed, Late Cretaceous theropod from Patagonia». Journal of Vertebrate Paleontology, 18(1):4-9
- Apesteguía, S. y Novas, F. E. (2003) «Large Cretaceous sphenodontian from Patagonia provides insight into lepidosaur evolution in Gondwana». Nature, 425: 609-612
- Novas, F. E. y Pol, D. (2005) «New evidence on deinonychosaurian dinosaurs from the Late Cretaceous of Patagonia». Nature, 433: 858-861
- Novas, F. E.; Pol, D.; Canales, J. I.; Porfiri, J. D. y Calvo, J. O. (2009) «A bizarre Cretaceous theropod dinosaur from Patagonia and the evolution of Gondwanan dromaeosaurids». Proceedings of The Royal Society, B, 276(1659): 1101-1107
- Nova, F. E.; Salgado, L.; Suárez, M.; Agnolín, F. L.; Ezcurra, M. D.; Chimento, N. R.; Cruz, R. de la; Isasi, M. P.; Vargas, A. O. y Rubilar-Rogers, D. (2015) «An enigmatic plant-eating theropod from the Late Jurassic period of Chile». Nature, 14307: 1-10